# Algood
Algood is een plaats (town) in de Amerikaanse staat Tennessee, en valt bestuurlijk gezien onder Putnam County.

## Demografie
Bij de volkstelling in 2000 werd het aantal inwoners vastgesteld op 2942.
In 2006 is het aantal inwoners door het United States Census Bureau geschat op 3248, een stijging van 306 (10,4%).

## Geografie
Volgens het United States Census Bureau beslaat de plaats een oppervlakte van
9,9 km², geheel bestaande uit land.

## Plaatsen in de nabije omgeving
De onderstaande figuur toont nabijgelegen plaatsen in een straal van 28 km rond Algood.